# Roger Ockrent
Roger Ockrent, né le 20 mars 1914 à Schaerbeek et décédé le 7 avril 1974 à Forest, est un haut fonctionnaire, diplomate et professeur à l’Université libre de Bruxelles.

## Biographie
Roger Ockrent est le fils d’Efroïne Moucum Ockrent et d’Anne Marie Françoise Van Thillo. Il fait des études en droit et achève son doctorat à l’Université libre de Bruxelles et obtient le diplôme de l’École libre des sciences politiques de Paris.
Il est aspirant au Fonds de la recherche scientifique et assistant à la faculté de Droit de l’ULB où il sera professeur.
Il épouse Greta Maria Bastenie  en 1939, avec qui il aura deux filles : la journaliste Christine Ockrent et Isabelle.
Il est directeur à la Commission bancaire de 1944 à 1947 et chef du cabinet du ministre des Finances Jean Vaultier. Il a été chef de cabinet du Premier ministre Paul-Henri Spaak en mars 1947. En mai 1948, il est nommé secrétaire général de l’Administration belge de coopération économique (ABCE) pour le plan Marshall. Il conserve ce poste sous le gouvernement  Eyskens I après la fin du gouvernement Spaak IV en juin 1949. Il est déchargé de ce poste en 1953 et nommé représentant permanent puis ambassadeur à l’Organisation européenne de coopération économique (OECE). Il est élu président du comité exécutif de l’OECE en 1957, devenue OCDE en 1961, et conserve ses charges jusqu’à sa mort en 1974.

## Sources
- Juan Cassiers, « Ockrent, Roger », dans Nouvelle biographie nationale, vol. 8, Académie royale des Sciences, des Lettres et des Beaux-Arts de Belgique, 2005 (lire en ligne ), p. 285-288